# Premia
Premia (Premia in dialetto ossolano, anche Prem e - anticamente - Z' Plattu, in walser) è un comune italiano di 568 abitanti della provincia del Verbano-Cusio-Ossola in Piemonte.
Si trova in Valle Antigorio, una delle diramazioni della Val d'Ossola, lungo la via che conduce in Val Formazza.

## Geografia fisica
Il comune confina, da est ed in senso orario, col Canton Ticino (Svizzera) col comune di Montecrestese, con Crodo, con Baceno e con Formazza.

## Storia
Il toponimo potrebbe trarre le sue origini dalla base latina proedium ovvero fondo rustico, podere. Una tradizione sostiene che anticamente una frazione denominata Premia sorgesse tra Pioda e Rozzaro, ove attualmente è ubicato il campo sportivo di calcio, ma fosse poi stata seppellita da una frana. Questa località, dove tra l'altro vennero rinvenute delle tombe databili all'età augustea ed un mulino a mano di epoca preromana, è ancora chiamata Prem. La frazione venne poi ricostruita più a nord ove è l'attuale capoluogo del comune.
In antichità il borgo diede i natali alla famiglia De Rodis, i quali furono valvassori del Sacro Romano Impero e raccoglitori della decima per conto dei vescovi-conti di Novara a partire da Guido I che ottenne tali privilegi nel 1210.
Come molti altri comuni montani, Premia ha subito uno spopolamento che dal 1921 ad oggi ha visto più che dimezzare la popolazione residente.
Nel 1928 a Premia vennero aggregati i già comuni autonomi di origine walser di Salecchio e Agaro, a seguito del regio decreto 6 settembre 1928 n° 2130, in vigore dal 16 ottobre successivo.
Il 7 maggio 1929 ricevette la frazione di Crego fino ad allora nel territorio di Crodo, e successivamente nel 1937, per compensazione, Premia cedette una parte del proprio territorio alla stessa Crodo.
Il 6 dicembre 1907 un premiese perse la vita nella più grave sciagura mineraria mai avvenuta  negli Stati Uniti d'America, verificatasi a Monongah, nella Virginia Occidentale.

## Monumenti e luoghi d'interesse
- Oratorio e resti dell'Ospizio di San Bernardo. Fondato nel secolo XIII dai feudatari De Rodis, nobile famiglia locale, l'oratorio sorge lungo l'antica via commerciale che attraverso il Passo del Gries metteva in comunicazione la Val d'Ossola con la Svizzera. L'Ospizio era considerato un luogo di assistenza ai viandanti e di sosta abituale di mercanti diretti al Gries. All'Oratorio furono apportate due modifiche: la prima nel 1598, quando furono aperte le finestre di fianco al presbiterio per dare più luce all'aula interna e la seconda nel 1700 quando fu abbattuto l'abside per un ampliamento. Sul retro dell'edificio si notano i resti di un affresco del 1400.

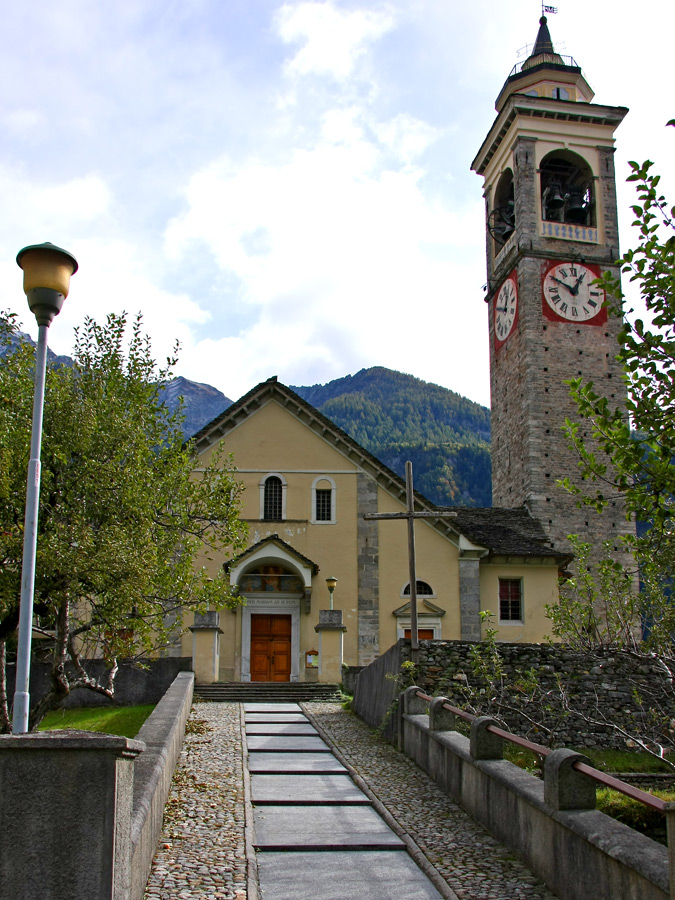
La chiesa parrocchiale

- Chiesa Parrocchiale di San Michele. A tre navate, sorta nella prima metà del Seicento sulla pianta di una cappella gentilizia eretta nel 1250 dal feudatario Guido II De Rodis, l'altare maggiore è in legno scolpito e dorato, pregevoli gli affreschi del presbiterio raffiguranti membri della famiglia De Rodis e la tela cinquecentesca con S. Antonio Abate, S. Sebastiano e S. Rocco. La Chiesa sorge in posizione elevata sul paese e vi si accede attraverso una gradinata.
- Santuario di Don Lorenzo Dresco a Crego. Costruzione lineare, arricchita da un bellissimo peristilio a 48 colonne quadrate di pietra lavorata è stato costruita con le proprie mani dal “prete scalpellino” tra il 1852 e il 1878, venerato poi come Santo. Gli altari sono dedicati alla Vergine Immacolata, alla Madonna dei Sette Dolori e alla Madonna del Carmine.
- Torre Medioevale in località Cristo. Costruita in pietra locale, era di quattro piani, la fortificazione era necessaria per segnalare il pericolo dei nemici e fu richiesta dal Ducato di Milano insieme alle altre numerose strutture aventi lo stesso scopo presenti in zona. Il luogo di erezione della torre è particolarmente favorevole e permetteva di vedere i traffici che passavano dalla frazione di Uriezzo.
- La Ghiacciaia. Costruzione muraria cilindrica, necessaria ai tempi per la conservazione del cibo. La ghiacciaia è unica in valle, ed è di particolare bellezza architettonica, il tetto è a volta e i muri sono spessi circa un metro, la profondità è di 8,45 m. La neve veniva compattata e gettata nella ghiacciaia per mantener freddo il luogo anche durante il periodo estivo.

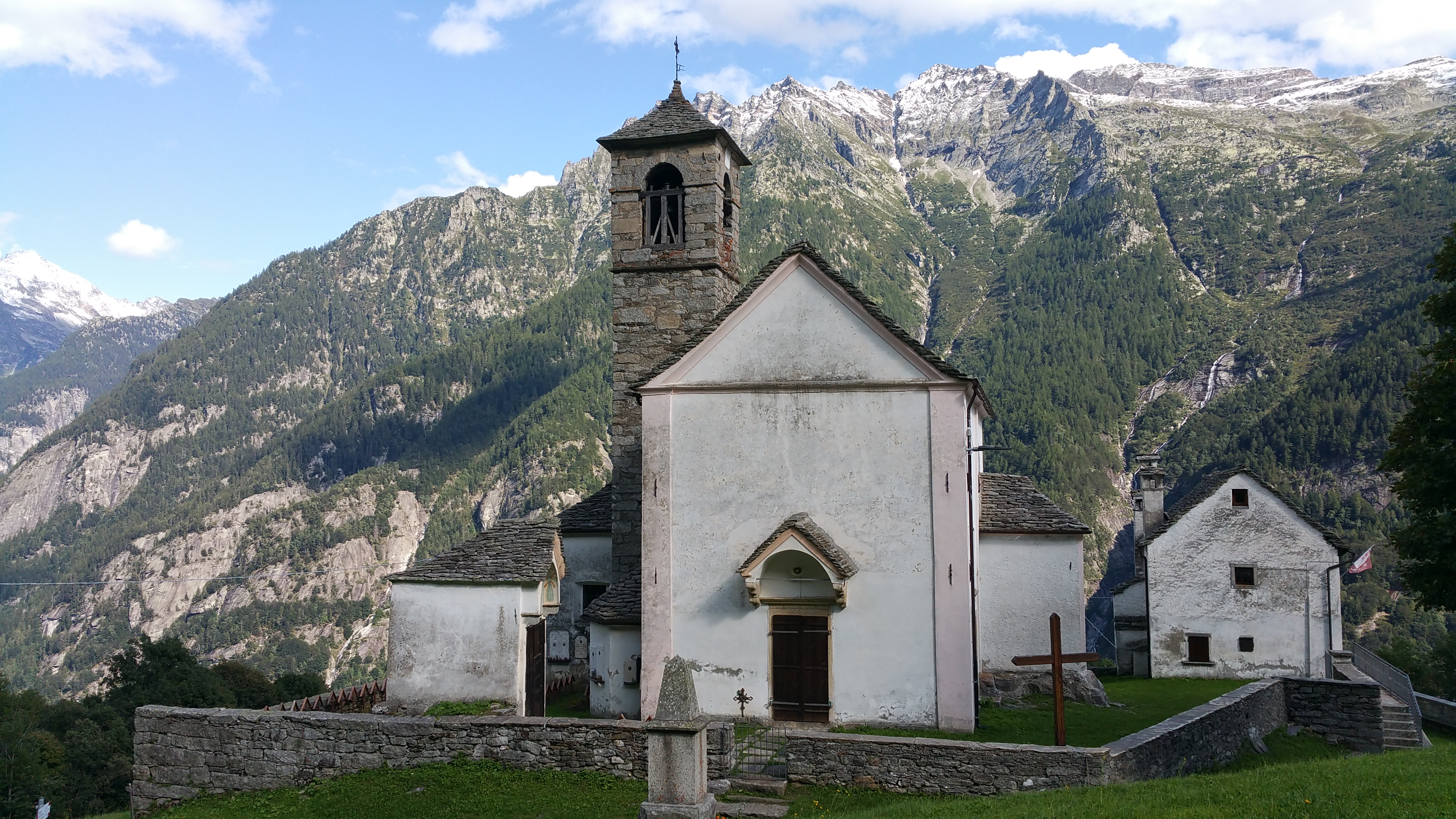
Oratorio Santa Maria Assunta, Salecchio Inferiore

- Villaggio alpino di Salecchio -  Saley (in lingua walser, anche Assäley). Colonia Walser, come Agaro ed Ausone, particolare per la sua singolare architettura delle costruzioni basata su legno e pietra locale. La fondazione del villaggio avvenne nel XIII secolo ed era diviso in quattro frazioni: Salecchio Superiore - Saley im obrä Bärg, Salecchio Inferiore - Saley im undra Bärg, Cà Francoli - Franggohüs e Morando - Mutant. Due erano gli alpeggi: Campo - Kammeralpu e Casarola. Particolarità degli abitanti del villaggio era quelli di volersi sposare solo tra genti Walser quindi essi potevano trovare moglie o marito solo ad Agaro o a Formazza. A Salecchio Inferiore sorge la Chiesa di Maria Assunta che venne istituita nel 1727 con il cimitero intorno. A Salecchio si possono ancora ammirare, oltre alle tipiche abitazioni in legno scuro, i forni per la cottura del pane, la scuola e la segheria.
- La palestra di roccia "Balma Fregia". Una delle più belle della provincia del Verbano Cusio Ossola, attrezzata e con molteplici gradi di difficoltà.
- Il Museo Mineralogico. Contiene 3.333 pezzi della raccolta di Don Giovanni Bonomo, ed esemplari di pregio di altri collezionisti della zona. Tra i minerali presenti alcuni splendidi esemplari di asbecasite, cafarsite, chernovite, agardite, gasparite, cervandonite, fetiasite e titanite.

### Aree naturali

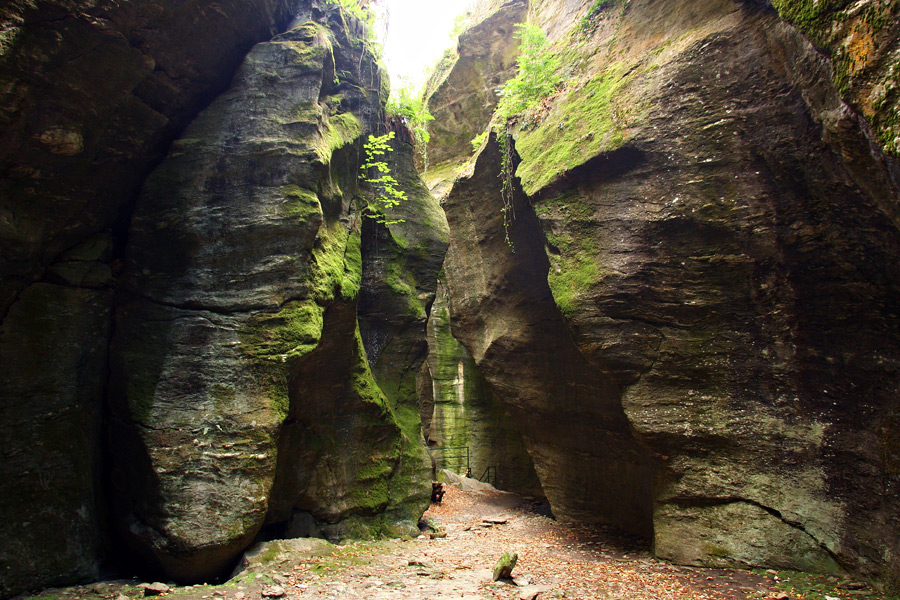
Scorcio dell'Orrido sud di Uriezzo

Nella località di Uriezzo si possono visitare i suggestivi e antichissimi Orridi, insenature scavate dall'erosione delle acque di fusione dei ghiacciai della Valle Antigorio in ere remote.
Gli orridi visitabili sono tre, denominati Orrido Sud (il più spettacolare, profondo oltre 20 metri), Orrido Nord-Est, e Orrido Ovest.
La peculiarità degli Orridi consiste nel fatto che il torrente che li ha modellati ora non percorre più queste strette incisioni, pertanto è possibile percorrerli a piedi. L'Orrido Nord-Est, in alcuni punti molto stretto, è lungo circa 100 metri e profondo una decina; quello Ovest è formato da due tratti distinti mentre quello Sud, detto “Tomba d'Uriezzo”, è lungo 150 metri e si può raggiungere da tre direzioni: da un sentiero che parte dalla località Verampio, raggiungibile dopo Crodo sulla destra o dalla Chiesa Monumentale di Baceno seguendo la mulattiera che scende fino alla frazione; da un sentiero che parte dalla statale prima di Pioda e scende verso Uriezzo. Per il terzo itinerario si percorre la strada che inizia sotto Premia e prosegue, in direzione Crego-Uriezzo, nella gola di Balmafredda, dove la valle si restringe tra due imponenti bastioni rocciosi, sino a raggiungere il caratteristico oratorio di Santa Lucia. L'Orrido è formato dalle incredibili sinuosità di quattro grandiose marmitte di origine fluvio-glaciale.

### Le terme

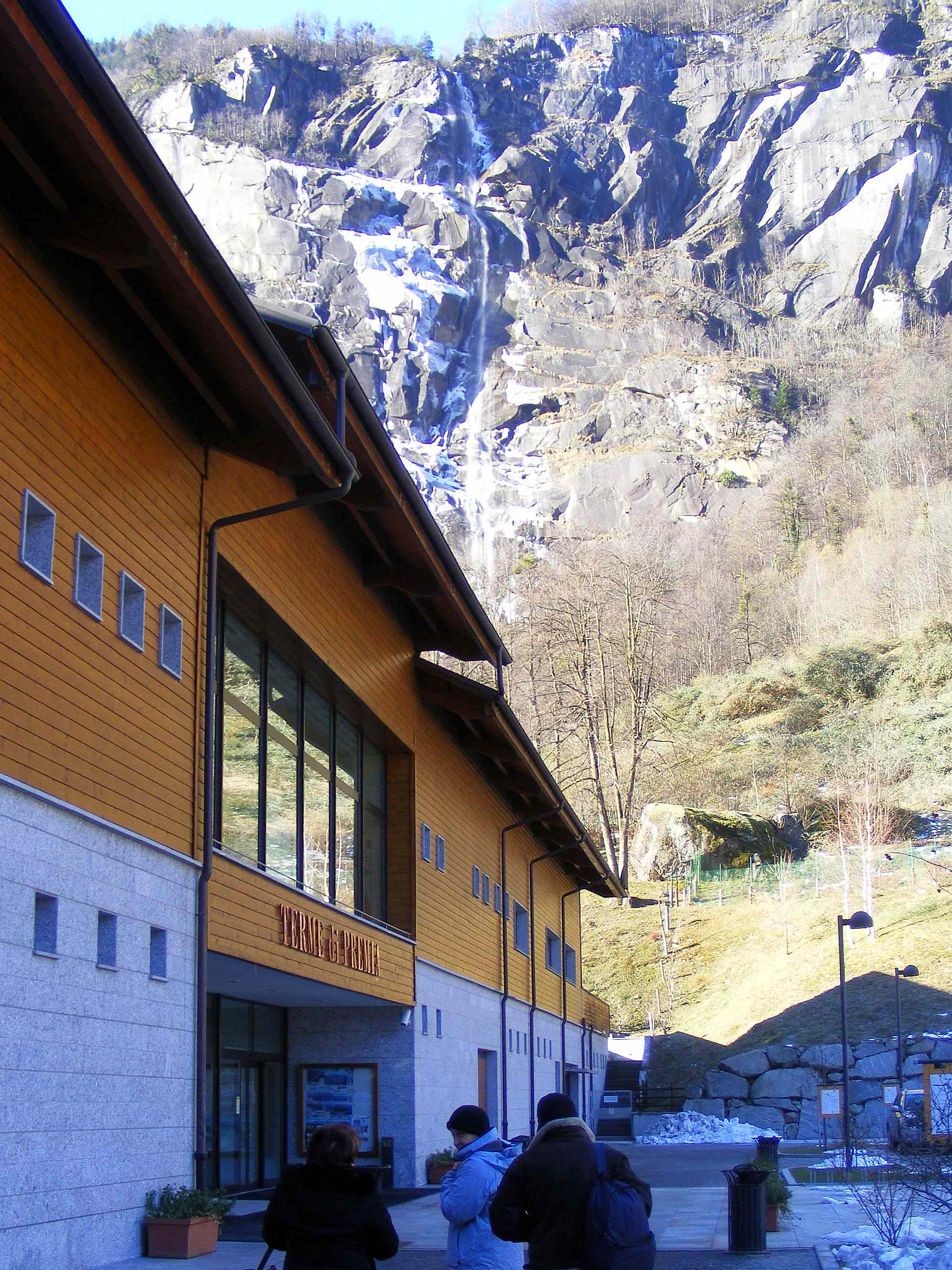
L'ingresso delle terme

La presenza di una sorgente di acqua calda a Premia, è documentata storicamente per la prima volta da una bolla di Papa Paolo IV del 1556 . Tale documento, delimitando i confini della costituenda parrocchia di San Rocco di Premia, ne identificava il confine a sud con il "rivo dell'acqua calda".
Miglior confine non poteva essere individuato, stante la presenza di un'inconsueta zona a canneto e dei vapori che si sprigionavano durante i periodi più freddi.
Nel corso dei sondaggi per la progettazione di un impianto idroelettrico venne intercettato il percorso sotterraneo dell'acqua e portata in superficie se ne analizzarono le caratteristiche fisico-chimiche.
L'acqua è batteriologicamente pura, sgorga ad una temperatura di 42,5 °C, ha un PH di 7,67 ed ha un residuo fisso a 180 °C di 1414 mg/l ed è classificata come "acqua ipertermale, solfato calcica e ricca di minerali" .
L'acqua ipertermale calda di Premia è un'acqua solfato calcica che trova particolari indicazioni nella patologia flogistica cronica delle prime vie aeree sia per l'azione fluidificante sulle secrezioni, sia per l'aumento dell'attività ciliare e detergente delle mucose. 
La sperimentazione condotta con l'acqua calda di Cadarese ha dimostrato l'efficacia della terapia inalatoria con quest'acqua solfato calcica nelle patologie prese in esame che è risultata equiparabile a quella di Tabiano. 
Inoltre l'acqua calda è idonea all'impiego termale mediante metodiche balneo e fangoterapiche. La sua composizione chimica ne indica l'utilizzo a scopo terapeutico e riabilitativo in patologie di pertinenza reumatologica, ortopedica, traumatologica e dermatologica. Studi clinici hanno dimostrato la reale efficacia di queste acque nelle patologie degenerative, infiammatorie e traumatiche dell'apparato osteo-artro-muscolare. A livello cutaneo le azioni specifiche sono legate all'attività cheratoplastica (eczemi, processi umidi, piaghe torpide) e che si rivelano particolarmente utili nella psoriasi e nelle patologie discheratosiche in generale .

## Società

### Evoluzione demografica
l'1,2% della popolazione si dichiara di madrelingua walser.Abitanti censiti

## Economia
Premia ha sviluppato una vocazione turistica grazie alla realizzazione di un moderno impianto termale che sfrutta le proprietà di una sorgente naturale di acqua calda.

La sorgente sgorga nelle vicinanze della località Longia. Il complesso termale è stato aperto il 1º agosto 2008.
All'interno del comune si trovano numerosi siti per la coltivazione/escavazione della pietra naturale serizzo, utilizzabile per numerose applicazioni (edilizia, arredo, ornamenti, ecc.).
Viene sfruttata l'energia idroelettrica dei bacini circostanti grazie alla centrale idroelettrica di Cadarese.
Nel 1808, per iniziativa del parroco locale don Giovanni Bartolomeo Toietti, venne aperta una fabbrica di ceramica che operò sino al 1862. Vi si produssero dapprima stoviglie per uso comune, poi manufatti di maggior pregio decorati finemente.

## Amministrazione

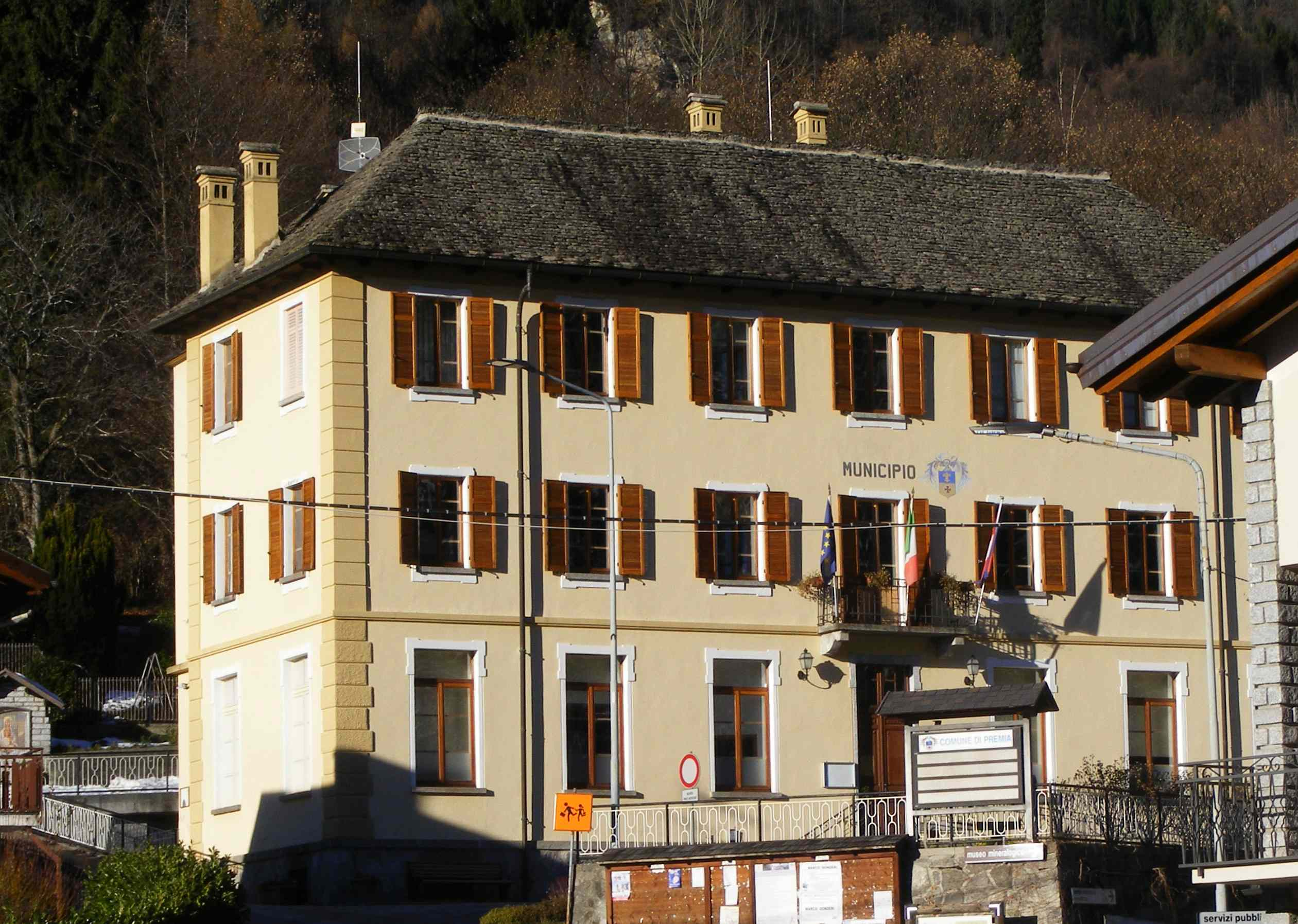
Il municipio

| Periodo | Periodo   | Primo cittadino | Partito      | Carica  | Note        |
| ------- | --------- | --------------- | ------------ | ------- | ----------- |
| 2004    | 2009      | Elio Martinetti | lista civica | Sindaco |             |
| 2009    | 2014      | Fausto Braito   | lista civica | Sindaco |             |
| 2014    | 2019      | Fausto Braito   | lista civica | Sindaco | II mandato  |
| 2019    | in carica | Fausto Braito   | lista civica | Sindaco | III mandato |

### Altre informazioni amministrative
Fa parte dell'unione montana di comuni Alta Ossola.